# Drive (Son Mieux)
Drive is een nummer van de Nederlandse indierockband Son Mieux uit 2021. Het is de vierde single van hun debuutalbum The Mustard Seed, na 1992, Will, Hiding en Even.
Volgens zanger Camiel Meiresonne gaat het nummer "over het achterlaten van oude, vaak slechte, gewoontes. Een moment in de tijd waarin je dingen loslaat die je kent en deed, zonder te weten wat er voor in de plaats gaat komen. Door het stuur van je leven weer in eigen handen te nemen, maken oude wegen plaats voor nieuwe, onderweg naar het grote onbekende." De bijbehorende videoclip grijpt terug naar de jaren 50. "Drive" werd een klein hitje in Nederland. Radiostation NPO 3FM riep het nummer uit tot 3FM Megahit. De plaat greep echter net naast de Top 40; het bereikte de 18e positie in de Tipparade.